# Alstroemeria spathulata
Espèce
Alstroemeria spathulata est une espèce de la famille des Alstroemeriaceae. Son aire de répartition indigène s'étend du Chili central à l'ouest de l'Argentine.

## Description
Alstroemeria spathulata est un géophyte tubéreux qui pousse principalement dans le biome subtropical. Cette espèce est glauque et succulente avec des feuilles notamment spathulées. Les fleurs sont en forme d'entonnoir, avec des tépales pointus étroitement spathulés à oblancéolés de 3-4 cm de long, les trois tépales internes légèrement plus étroits, rose pâle, striés de rouge sur jaunâtre sur les trois segments internes, très rarement blanc pur, en ombelles de trois à douze.

## Répartition et habitat
On trouve Alstroemeria spathulata au Chili et en Argentine, dans les éboulis des cordillères centrales à 1 500-3 300 m. Les pousses stériles d'A. spathulata forment des rosettes grises charnues caractéristiques, rappelant les echeverias.

## Utilisation
En culture comme plante ornementale sous serre, elle a une tendance extrême à s'allonger de façon grotesque, à s'effondrer et à s'étaler faiblement sur le sol sans fleurir. En revanche, Alstroemeria spathulata a été cultivée et a fleuri de manière parfaitement caractéristique en plein air et sans protection sur un versant abrité de l'est de l'Écosse.

## Systématique
Le nom correct complet (avec auteur) de ce taxon est Alstroemeria spathulata C.Presl.
Alstroemeria spathulata a pour synonymes :
- Alstroemeria spathulata var. bridgesiana Herb.
- Alstroemeria spathulata var. curbrana Herb.